# Knäcken

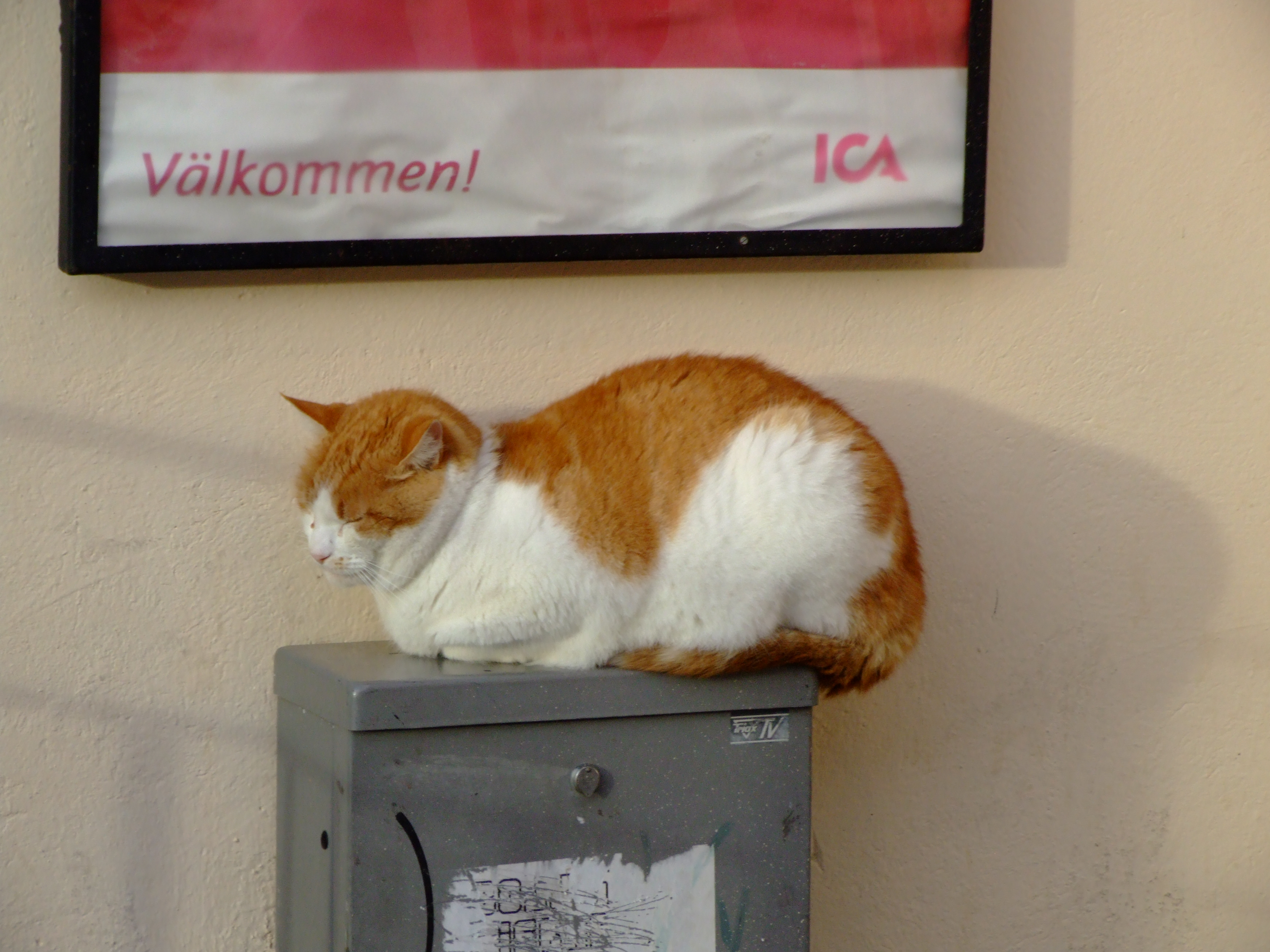
Knäcken på elskåpet. Bilden är passande nog döpt till "Fat cat, asleep" på Flickr Commons i november 2006.

Knäcken var en välkänd katt och stadsprofil i mer än tio år runt Stora torget i Visby innerstad. På Visbydagen den 4 oktober 2014 avtäcktes en staty i brons till minne av den röda hankatten Knäcken som hade sin självklara plats på elskåpet utanför livsmedelsaffären Torgkassen.

## Bakgrund
Knäcken var välkänd både bland Visbybor och turister och kallades även "Den röde baronen" eller "Kungen av Visby". Han var en extremt stor hankatt och hade mycket integritet. Hans revir och område var Stora torget som han höll koll på dagligen. Det finns historier om hur han förser sig själv i livsmedelsaffären, sover i brödhyllan och tigger mat av turister utanför restaurangerna, där han även fick maträtter uppkallade efter sig.
Knäcken dog i maj 2013 i Stockholm, i en för katter respektabel ålder, 14 år gammal.

## Statyn
Det är den gotländska skulptören Sanny Laurin som skapat den rödvita bronsskulpturen som föreställer den vilande Knäcken i naturlig storlek. Efter diskussioner på en Facebookgrupp lämnades det in ett medborgarförslag till Region Gotland om att resa en staty till minne av Knäcken. Både utförandet och placeringen blev godkänt av både kultur- och fritidsförvaltningen och av samhällsförvaltningen inom Region Gotland men de meddelade också att det inte fanns några pengar till genomförandet. 
I och med detta startades en insamling på internet som gav över 40 000 kronor till en staty. Målet var satt till 80 000 kronor men konstnären Sanny Laurin avstod hela sin ersättning till förmån för att genomföra projektet och resa statyn. På invigningen den 4 oktober 2014 höll Jan Brunius, före detta intendenten vid Gotlands konstmuseum, ett tal där han bland annat läste dikter ur De knepiga katternas bok av T.S Eliot.

## Bilder

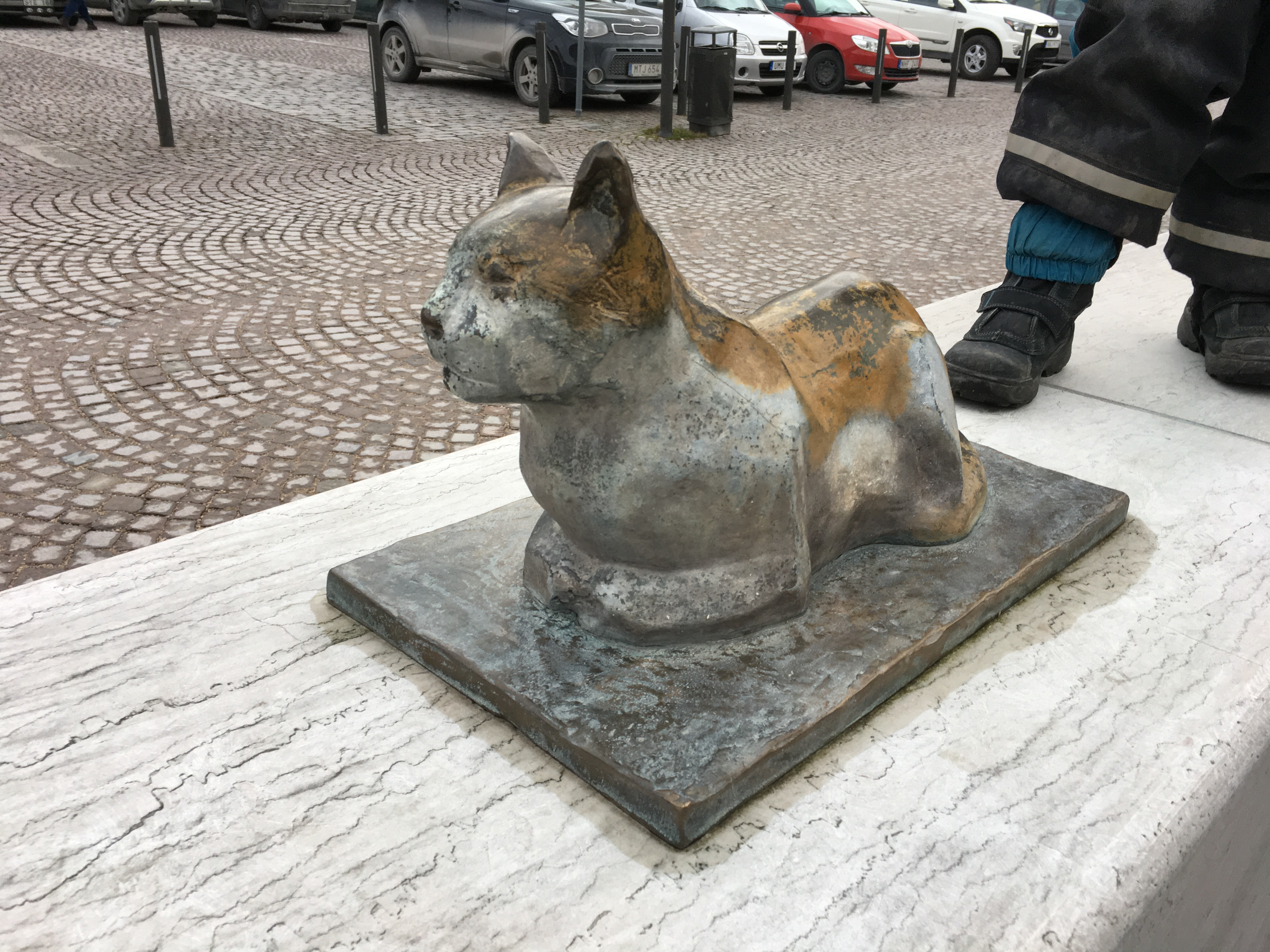
Statyn av Knäcken på Stora torget i Visby 2018.
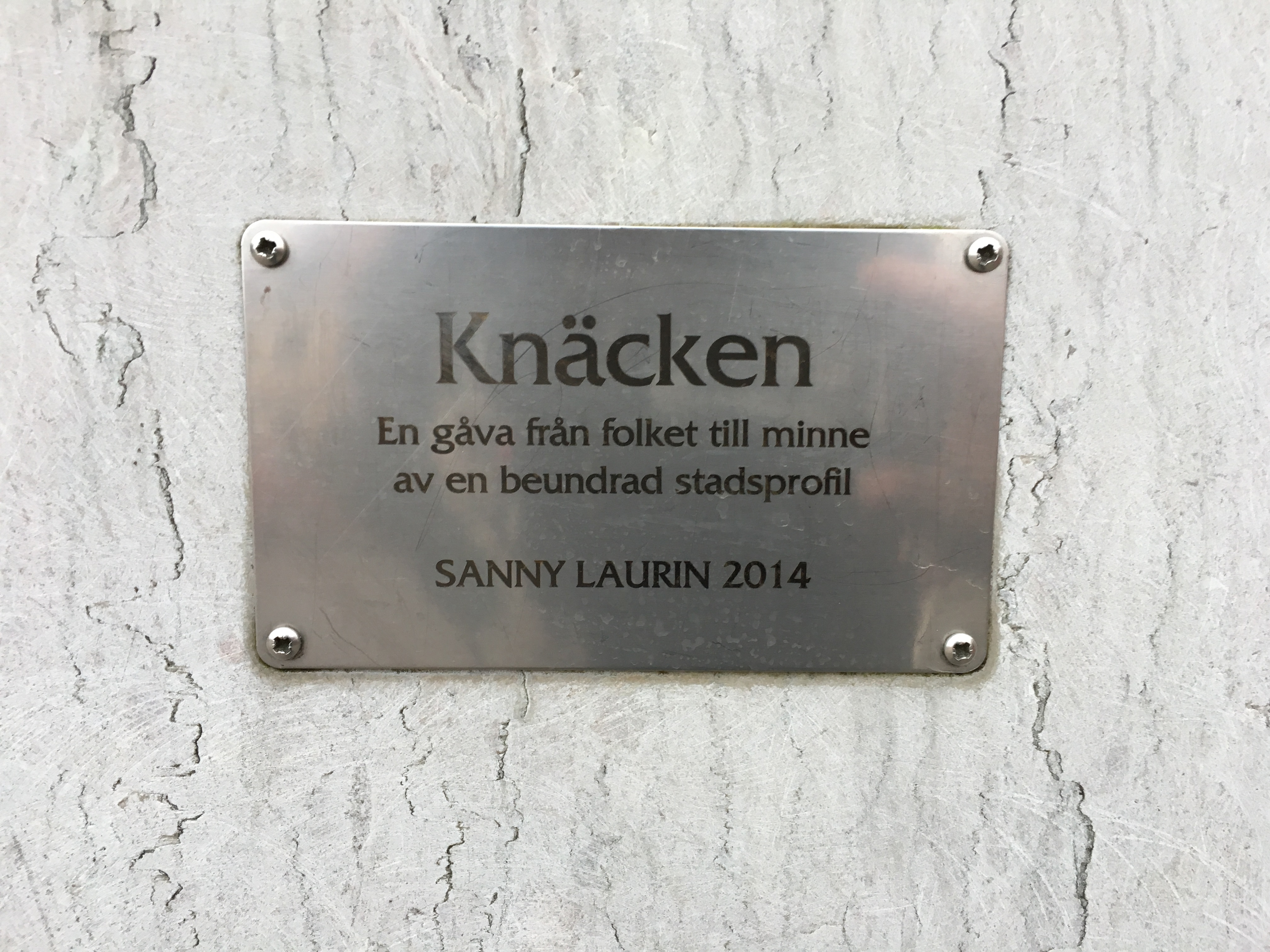
En gåva från folket till minne av en beundrad stadsprofil.
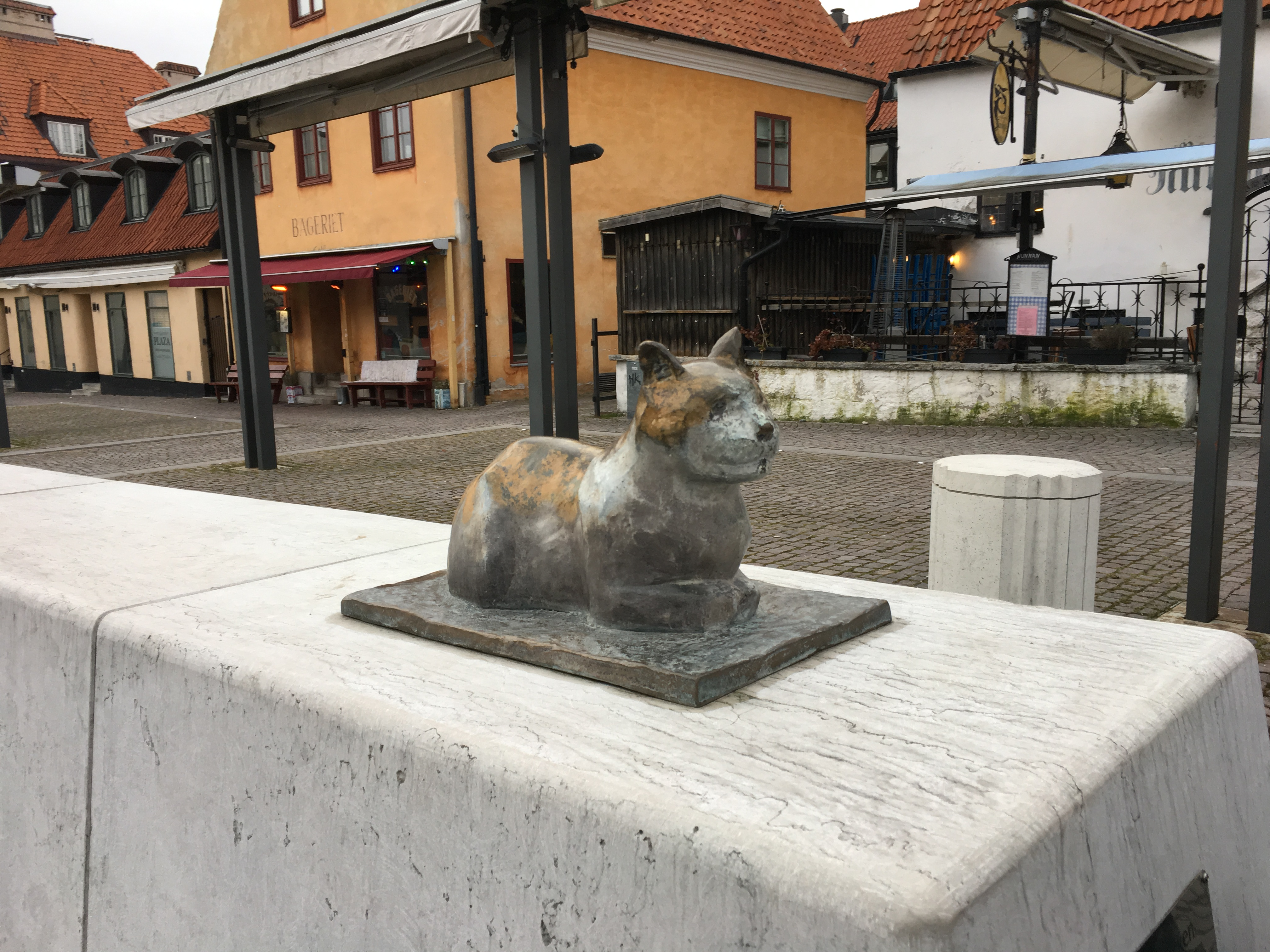
Knäcken framför Bageriet.
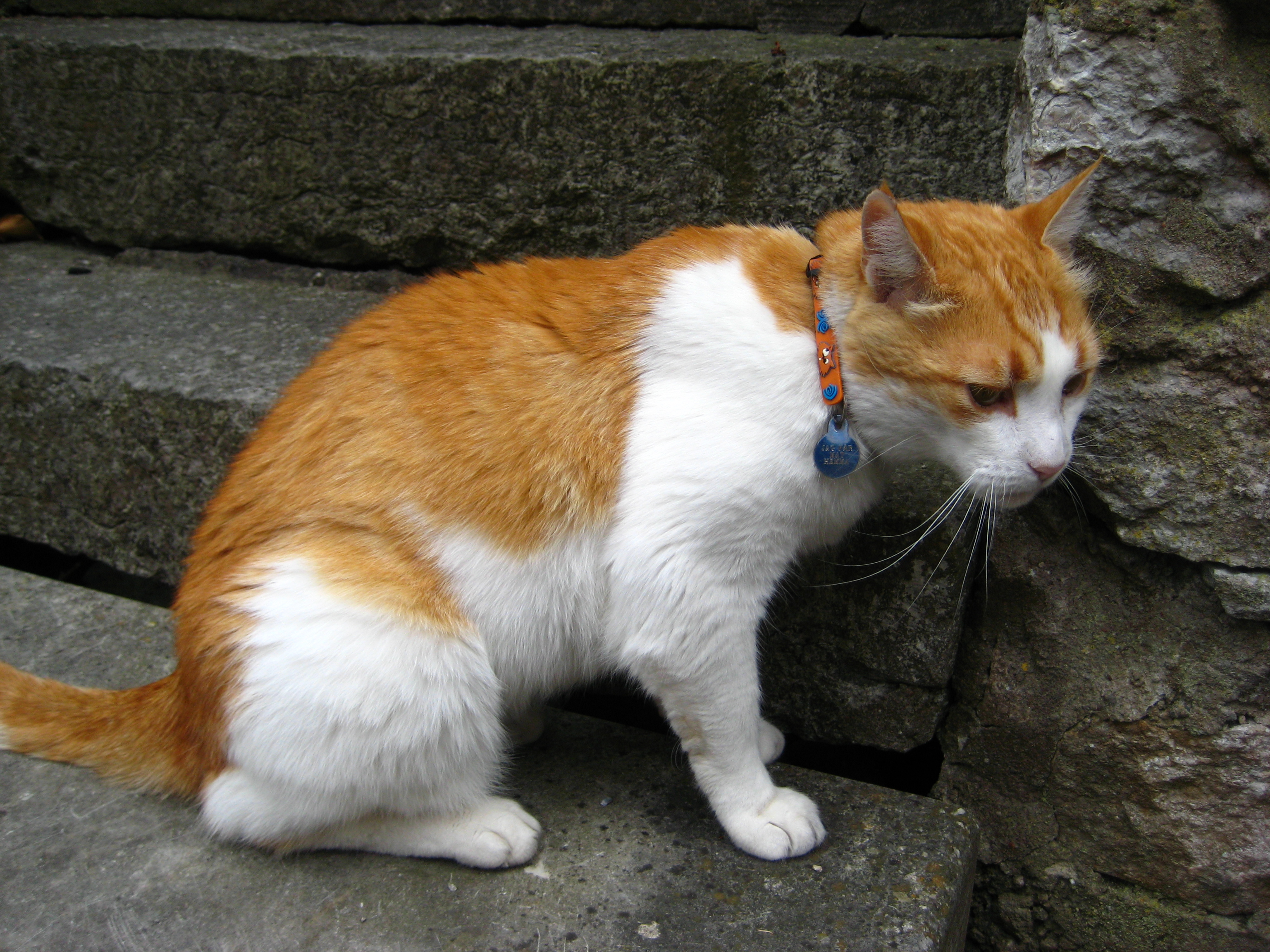
Knäcken med halsband i trappa under medeltidsveckan 2008
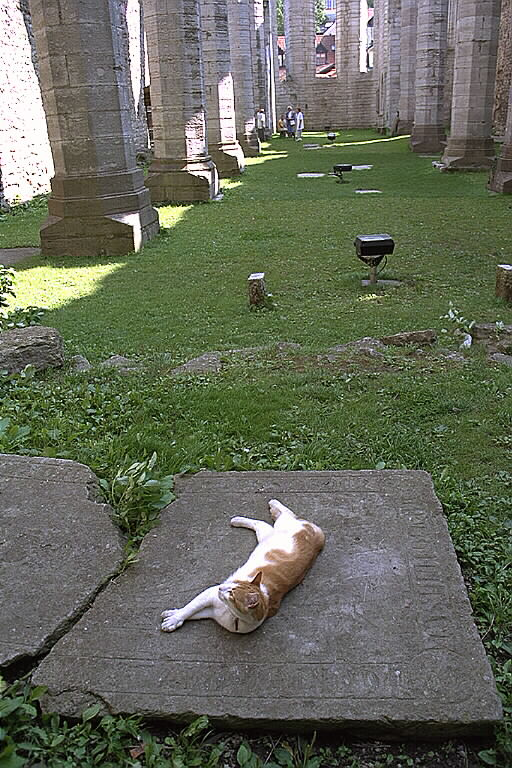
Knäcken i S:ta Katarina ruin